# حجم الكتاب
يُقاس حجم الكتاب عمومًا بالارتفاع مقابل عرض الورقة، أو أحيانًا بارتفاع وعرض غلاف الكتاب. تستخدم المكتبات والناشرون سلسلة من المصطلحات للأحجام العامة للكتب الحديثة، بدءًا من فوليو (الأكبر) إلى كوارتو (الأصغر) وأوكتافو (الذي لا يزال أصغر). من الناحية التاريخية، تشير هذه المصطلحات إلى تنسيق الكتاب، وهو مصطلح تقني يستخدمه المطبعيون ومصممي الببليوغرافيين؛ للإشارة إلى حجم الورقة من حيث حجمها الأصلي. على سبيل المثال، كوارتو (من اللاتينية quartō، صيغة مقتبسة منquartus ، الرابع). تاريخياً، كان الكتاب مطبوعًا على أوراق مطوية من المنتصف مرتين، مع الطية الأولى بزوايا قائمة على الثانية، لإنتاج 4 أوراق (أو 8 صفحات)، كل ورقة ربع حجم الورقة الأصلية المطبوعة-ملاحظة أن الورقة تشير إلى قطعة واحدة من الورق، بينما الصفحة هي جانب واحد من الورقة. نظرًا لأن التنسيق الفعلي للعديد من الكتب الحديثة لا يمكن تحديده من خلال فحص الكتب، فقد لا يستخدم الببليوغرافيون هذه المصطلحات في الأوصاف العلمية.

## تنسيقات الكتاب
في فترة الطباعة اليدوية (حتى حوالي عام 1820)، كانت الكتب تصنع عن طريق طباعة النص على وجهي ورقة كاملة ثم طي الورقة مرة أو أكثر مع مجموعة من الأوراق أو تجميعها. ثم يقوم الموثق بخياطة التجمعات (تسمى أحيانًا التوقيعات أيضًا) من خلال مفصلاتها الداخلية وربطها بالحبال لتشكيل كتلة الكتاب. قبل ربط الأغلفة بالكتاب. كان تقليم كتلة الصفحات النصية على طول الحواف الثلاثة غير المنضمة لفتح ثنايا الورق وإنتاج حواف ناعمة للكتاب. وعندما لا تقص الأوراق، سيتعين على القارئ قطع حواف الأوراق باستخدام سكين.

يشار إلى الكتب التي كونت عن طريق طباعة صفحتين من النص على كل جانب من الورقة، ثم قاموا بطيها مرة واحدة لتشكيل ورقتين أو أربع صفحات، باسم الأوراق (من اللاتينية، أوراق، مقتطف من الأوراق، الورقة). وتسمى تلك التي يتم إجراؤها عن طريق طباعة أربع صفحات نصية على كل جانب من ورقة وطي الورقة مرتين لتشكيل مجموعة تحتوي على أربع أوراق أو ثماني صفحات بالكوارتوس (أرباع). وبالمثل، فإن الكتب التي تم تأليفها بطباعة ثماني صفحات من النص على كل جانب من الورقة، والتي طوت ثلاث مرات لتشكيل مجموعات من ثماني أوراق أو ستة عشر صفحة لكل منها، تسمى أوكتافوس.

مقارنة بين بعض أحجام الكتب بناءً على رابطة المكتبة الأمريكية

يعتمد حجم الصفحات الناتجة عن هذه الحالات، بالطبع، على حجم الورقة الكاملة المستخدمة في طباعتها ومقدار قص الأوراق قبل التجليد، ولكن في حالة استخدام الورق نفسه، تكون الأوراق هي الأكبر، متبوعة بواسطة كواترو ثم أوكتافيوس.:80–81 تميل نسبة أوراق الكواترو إلى أن تكون مربعة أكثر من الموجودة في الأوراق العادية أو أوكتافيوس.:164
يشار إلى طرق الإنتاج المختلفة بتنسيق الكتاب بمصطلحات. وغالبًا ما تختصر هذه المصطلحات، باستخدام 4 لكوارتو و 8 لأوكتافو وهكذا. يحتوي تنسيق أوكتافو، الذي يحتوي على ثمانية أوراق لكل مجموعة، على نصف حجم الصفحة بتنسيق كواوتو قبل التشذيب. تتضمن التنسيقات الأصغر حجمًا على مصطلحين «12m أو«twelvemo، مع اثني عشر ورقة لكل ورقة وصفحة ثلث حجم تنسيق كوارتو، و 16m» أو«sextodecimo، مع ستة عشر ورقة لكل ورقة، نصف حجم تنسيق أوكتافو وربع حجم الربع. طبعت الغالبية العظمى من الكتب بتنسيقات فوليو أو كوارتو أو أوكتافو أو ديوديسيمو.
هناك العديد من الاختلافات في كيفية إنتاج مثل هذه الكتب. على سبيل المثال، نادرًا ما تنتج الأوراق بمجرد ربط مجموعة من مجموعتين من الأوراق؛ بدلاً عن ذلك، يقومون بإدخال عدة أزواج من الأوراق المطبوعة داخل أخرى، لإنتاج مجموعة أكبر من الأوراق المتعددة التي ستكون أكثر ملاءمة للربط. على سبيل المثال، يمكن إدخال ثلاث أوراق مطبوعة من ورقتين في ورقة رابعة، مما ينتج عنه مجموعات من ثماني أوراق أو ستة عشر صفحة لكل منها. لا يزال مؤلفو الببليوغرافيون يشيرون إلى مثل هذه الكتب بالأوراق (وليس الأوكتافوس) لأن الأوراق الأصلية الكاملة كانت مطوية مرة واحدة لإنتاج ورقتين، ووصف مثل هذه التجمعات على أنها أوراق مكونة في 8 ثوانٍ. وبالمثل، يُطلق على الكتاب المطبوع على هيئة أوكتافو، ولكنه مُجمَّع بتجمعات من أربع أوراق لكل منها، أوكتافو من 4 ثوانٍ.
عند تحديد شكل الكتاب، سيدرس المصممون عدد الأوراق في التجمع ونسبتها وأحجامها وأيضًا ترتيب خطوط السلسلة والعلامات المائية في الورقة.
من أجل إخراج الصفحات بالترتيب الصحيح، سيتعين على الطابعات تخطيط صفحات الكتابة بشكل صحيح في المطبعة. على سبيل المثال، لطباعة ورقتين في ورقة تحتوي على الصفحات من 1 إلى 4، ستطبع الطابعة الصفحتين 1 و 4 على أحد جانبي الورقة، وبعد ذلك تجف، تطبع الصفحتين 2 و 3 على الجانب الآخر. إذا كانت الطابعة تطبع ورقة في 8، كما هو موضح أعلاه، فسيتعين عليه طباعة الصفحتين 1 و 16 على جانب واحد من الورقة مع الصفحتين 2 و 15 على الجانب الآخر من تلك الورقة، إلخ.
يُشار إلى الكتابة في المطبعة باسم الفرض وهناك عدد من الطرق لفرض الصفحات للتنسيقات المختلفة، والتي يتضمن بعضها قص الصفحات المطبوعة قبل التجليد.

## إنتاج الكتاب الحديث
مع تطور تقنية الطباعة والورق، أصبح من الممكن إنتاج وطباعة أوراق أو لفات ورق أكبر بكثير وقد لا يكون من الواضح «أو حتى من الممكن تحديد» كيفية فحص طي ورق كتاب حديث لإنتاجه. على سبيل المثال، قد تتكون الرواية الحديثة من مجموعات من ستة عشر ورقة، ولكن ربما تكون قد طُبعت بالفعل بأربع وستين صفحة على كل جانب من ورقة كبيرة جدًا.:429 وبالمثل، لا يمكن تحديد تنسيق الطباعة الفعلي للكتب التي  تجلد بشكل مثالي، حيث تقص كل ورقة في الكتاب تمامًا «على سبيل المثال، غير مقترنة بورقة أخرى كما هو الحال في التجمعات». يُطلق على الكتب الحديثة عادةً اسم فوليو وكورتو وأوكتافو بناءً على حجمها بدلاً من التنسيق الذي انتج به بالفعل، إذا كان من الممكن تحديد ذلك. قد يصف الببليوغرافيون الأكاديميون مثل هذه الكتب بناءً على عدد الأوراق في كل مجموعة «ثمانية أوراق لكل مجموعة تشكل ثمانيًا»، حتى عندما يكون العدد الفعلي للصفحات المطبوعة على الورقة الأصلية غير معروف أو قد يرفض استخدام هذه المصطلحات في الكتب الحديثة بالكامل.
اليوم، يعد أوكتافو و كوارتو أكثر أحجام الكتب شيوعًا، ولكن يتم إنتاج العديد من الكتب بأحجام أكبر وأصغر أيضًا. طورت مصطلحات أخرى لحجم الكتاب أيضًا، حيث يصل طول ورقة الفيل إلى 23 بوصة، ونسخة الأطلس 25 بوصة، وطول ورقة الفيل المزدوج 50 بوصة.